# Yohannes Abraham
Yohannes Abraham es un funcionario del gobierno estadounidense que ocupó el cargo de Representante de los Estados Unidos ante la Asociación de Naciones del Sudeste Asiático de 2022 a 2024. Fue seleccionado para liderar la transición presidencial de la candidata  demócrata Kamala Harris y fue reasignado al Departamento de Estado para asumir su nuevo trabajo en agosto de 2024.
Anteriormente, en la administración de Biden, ocupó el puesto de secretario ejecutivo del Consejo de Seguridad Nacional y fue director ejecutivo de la transición presidencial de Biden. Durante la administración de Obama, fue miembro de nivel medio en la Oficina de Participación Pública y Asuntos Intergubernamentales de la Casa Blanca, y jefe de gabinete de la asesora principal de Obama, Valerie Jarrett.

## Primeros años y educación
Abraham nació en Virginia de padres inmigrantes etíopes  y se crio en Springfield, Virginia. Se graduó de la Escuela Westminster en Annandale, Virginia, y más tarde en la Escuela Secundaria Thomas Jefferson de Ciencia y Tecnología, en el Condado de Fairfax, Virginia. Obtuvo una licenciatura en Ciencias Políticas del Yale College en 2007 y un MBA de la Harvard Business School (Escuela de Negocios Harvard), donde se graduó con distinción como Baker Scholar en 2019. Mientras estaba en la escuela de negocios, Abraham también fue seleccionado como miembro residente en el Instituto de Política de Harvard (Harvard Institute of Politics).

## Carrera

### Campañas y administración de Obama
Inmediatamente después de graduarse de la universidad, en 2007, Abraham fue a trabajar para la campaña de Obama 2008 en Iowa. Después de la victoria de Obama en las elecciones primarias de Iowa, trabajó para la campaña en otros estados, y finalmente fue nombrado director de campo para su estado natal de Virginia. Durante la campaña de reelección de Obama en 2012, Abraham fue nombrado subdirector político nacional de la campaña.
Durante la administración de Obama, Abraham fue asistente adjunto del presidente para la Oficina de Participación Pública y asesor principal del Consejo Económico Nacional, y ejerció de Jefe de Gabinete de la Oficina de Participación Pública y Asuntos Intergubernamentales, informando a Valerie Jarrett. Abraham también trabajó con la unidad de inversiones globales de Vanguard Group y enseñó en la Escuela de Gobierno Kennedy de Harvard.

### Administración Biden
Abraham formó parte de la transición Biden-Harris, donde supervisó muchas de las operaciones.

#### Embajador ante la Asociación de Naciones del Sudeste Asiático
El 13 de mayo de 2022, el presidente Joe Biden anunció su intención de nominar a Abraham como representante ante la Asociación de Naciones del Sudeste Asiático. Las audiencias sobre su nominación se llevaron a cabo ante el Comité de Relaciones Exteriores del Senado el 13 de julio de 2022. El comité informó favorablemente sobre su nominación al pleno del Senado el 3 de agosto de 2022, y fue confirmado el 4 de agosto de 2022 mediante votación oral. Presentó sus credenciales al Secretario General de la ASEAN, Lim Jock Hoi, el 5 de octubre de 2022.